# Курунегала (підрозділ окружного секретаріату)
Підрозділ окружного секретаріату Курунегала — підрозділ окружного секретаріату округу Курунегала, Північно-Західна провінція, Шрі-Ланка. Складається з 54 Грама Ніладхарі.